# Ronald Mutsaars
Ronald Mutsaars (Schijndel, 19 april 1979) is een Nederlands voormalig wielrenner. Hij werd in 2000 prof bij de Rabobank-formatie. Zijn contract bij Rabobank wordt echter eind 2005 niet verlengd. Hij besloot daarom met wielrennen te stoppen en te gaan veldrijden. Aan het eind van het veldritseizoen 2006/2007 is hij ook met veldrijden gestopt, onder andere vanwege een polsblessure. Sinds 14 april 2007, toen Michael Boogerd de opening verrichtte, heeft hij een fietsenwinkel in zijn geboorteplaats Schijndel.

## Belangrijkste overwinningen
2000
- Hasselt-Spa-Hasselt

## Resultaten in voornaamste wedstrijden
| Jaar | Ronde van Italië | Ronde van Frankrijk | Ronde van Spanje |
| ---- | ---------------- | ------------------- | ---------------- |
| 2003 |                  |                     | 138e             |
| 2004 |                  |                     | opgave           |
| 2005 |                  |                     |                  |

| Jaar | Parijs-Roubaix | Waalse Pijl |
| ---- | -------------- | ----------- |
| 2003 |                |             |
| 2004 |                | opgave      |
| 2005 | buit.tijd      |             |